# 베가 (스트리트 파이터)
베가(Vega)은 캡콤의 격투 게임 《스트리트 파이터》 시리즈의 등장인물이다. 1991년 발매된 《스트리트 파이터 II: 더 월드 워리어》에서 데뷔해 게임 내의 주 악역을 맡았다. 해외판 이름은 M. 바이슨(M. Bison)이다.
자신이 이끄는 조직 샤돌루를 내세우고 전세계의 정부들을 수하에 놓고자 하는 욕망을 가졌다. 스스로가 특수한 힘 '사이코 파워'를 보유한 강력한 싸움꾼이며, 《스트리트 파이터 II》에서 격투 대회를 연 개최자로 게임 내에서 가장 마지막에 싸우는 상대이다. 시리즈 전체에 걸쳐 춘 리, 가일, 로즈, 캐미 등 다양한 인물들과 원수관계에 놓여있다.

## 설정
소년 시절부터 소울 파워를 배우는 문하생으로 있었다. 하지만 여타의 문하생들과는 격을 달리하는 뛰어난 실력으로 인해 사범 대리까지 승격하였으며 스승이 없을 때는 베가 본인이 스승 역할을 했다. 이 과정에서 여러 문하생들을 본인 못지 않은 강자로 육성했는데 그 중 한 명이  로즈이다.
하지만 인성이 점점 비뚤어져 소울 파워에서는 금기시 하는 사이코 파워에 눈을 뜨게 되었으며 결국 문하생을 그만두고 세계 정복을 하기 위해 샤돌루라는 단체를 창립해 그 단체의 두목이 되었다. 이 과정에서 세계 각지의 소녀들을 납치해 '샤돌루 돌스'라는 특수부대를 결성해 자신의 친위대로 삼았다. 캐미 화이트는 샤돌루 돌스에 소속되어 있다가 탈출했다.